# Aptos Hills-Larkin Valley
Aptos Hills-Larkin Valley és una població dels Estats Units a l'estat de Califòrnia. Segons el cens del 2000 tenia 2.361 habitants.

## Demografia
Segons el cens del 2000, Aptos Hills-Larkin Valley tenia 2.361 habitants, 845 habitatges, i 622 famílies. La densitat de població era de 98,4 habitants per km².
Dels 845 habitatges en un 33,5% hi vivien nens de menys de 18 anys, en un 61,5% hi vivien parelles casades, en un 8,8% dones solteres, i en un 26,3% no eren unitats familiars. En el 17,6% dels habitatges hi vivien persones soles el 6,2% de les quals corresponia a persones de 65 anys o més que vivien soles. El nombre mitjà de persones vivint en cada habitatge era de 2,79 i el nombre mitjà de persones que vivien en cada família era de 3,1.
Per edats la població es repartia de la següent manera: un 23,6% tenia menys de 18 anys, un 6,3% entre 18 i 24, un 27,1% entre 25 i 44, un 32,7% de 45 a 60 i un 10,4% 65 anys o més.
L'edat mediana era de 42 anys. Per cada 100 dones de 18 o més anys hi havia 97,6 homes.
La renda mediana per habitatge era de 70.417 $ i la renda mediana per família de 75.359 $. Els homes tenien una renda mediana de 60.898 $ mentre que les dones 42.500 $. La renda per capita de la població era de 32.890 $. Entorn del 3,6% de les famílies i el 3,9% de la població estaven per davall del llindar de pobresa.

## Poblacions més properes
El següent diagrama mostra les poblacions més properes.